# Boussens (Haute-Garonne)
Pour les articles homonymes, voir Boussens.
Boussens (prononcé [busɛ̃s] ; en occitan Bossens) est une commune française située dans le centre du département de la Haute-Garonne, en région Occitanie. Sur le plan historique et culturel, la commune est dans le pays de Comminges, correspondant à l’ancien comté de Comminges, circonscription de la province de Gascogne située sur les départements actuels du Gers, de la Haute-Garonne, des Hautes-Pyrénées et de l'Ariège.
Exposée à un climat océanique altéré, elle est drainée par la Garonne, le canal de Saint-Martory et par divers autres petits cours d'eau. La commune possède un patrimoine naturel remarquable : deux sites Natura 2000 (la « vallée de la Garonne de Boussens à Carbonne » et « Garonne, Ariège, Hers, Salat, Pique et Neste »), un espace protégé (« la Garonne, l'Ariège, l'Hers Vif et le Salat ») et quatre zones naturelles d'intérêt écologique, faunistique et floristique.
Boussens est une commune rurale qui compte 1 108 habitants en 2022, après avoir connu une forte hausse de la population depuis 1975. Elle appartient à l'unité urbaine de Boussens. Ses habitants sont appelés les Boussinois ou  Boussinoises.

## Géographie
1. Carte dynamique
2. Carte Openstreetmap
3. Carte topographique
4. Carte avec les communes environnantes

La commune, limitée à l'est par la Garonne, est située sur le canal de Saint-Martory et l'ancienne route nationale 125, sur la rive opposée au confluent du Salat et de la Garonne, à 70 km au sud de Toulouse. Elle est la ville-centre d'une unité urbaine.

### Communes limitrophes
Boussens est limitrophe de quatre autres communes.
Les communes limitrophes sont Martres-Tolosane, Le Fréchet, Mancioux et Roquefort-sur-Garonne.
| Le Fréchet | Martres-Tolosane |                       |
|            | Boussens         | Roquefort-sur-Garonne |
| Mancioux   |                  |                       |

### Géologie et relief
La superficie de la commune est de 433 hectares ; son altitude varie de 257  à   403 mètres.

### Hydrographie
La commune est dans le bassin de la Garonne, au sein du bassin hydrographique Adour-Garonne. Elle est drainée par la Garonne, Canal de Saint-Martory, un bras de la Garonne et par divers petits cours d'eau, constituant un réseau hydrographique de 8 km de longueur totale,.
La Garonne est un fleuve principalement français prenant sa source en Espagne et qui coule sur 529 km avant de se jeter dans l’océan Atlantique.

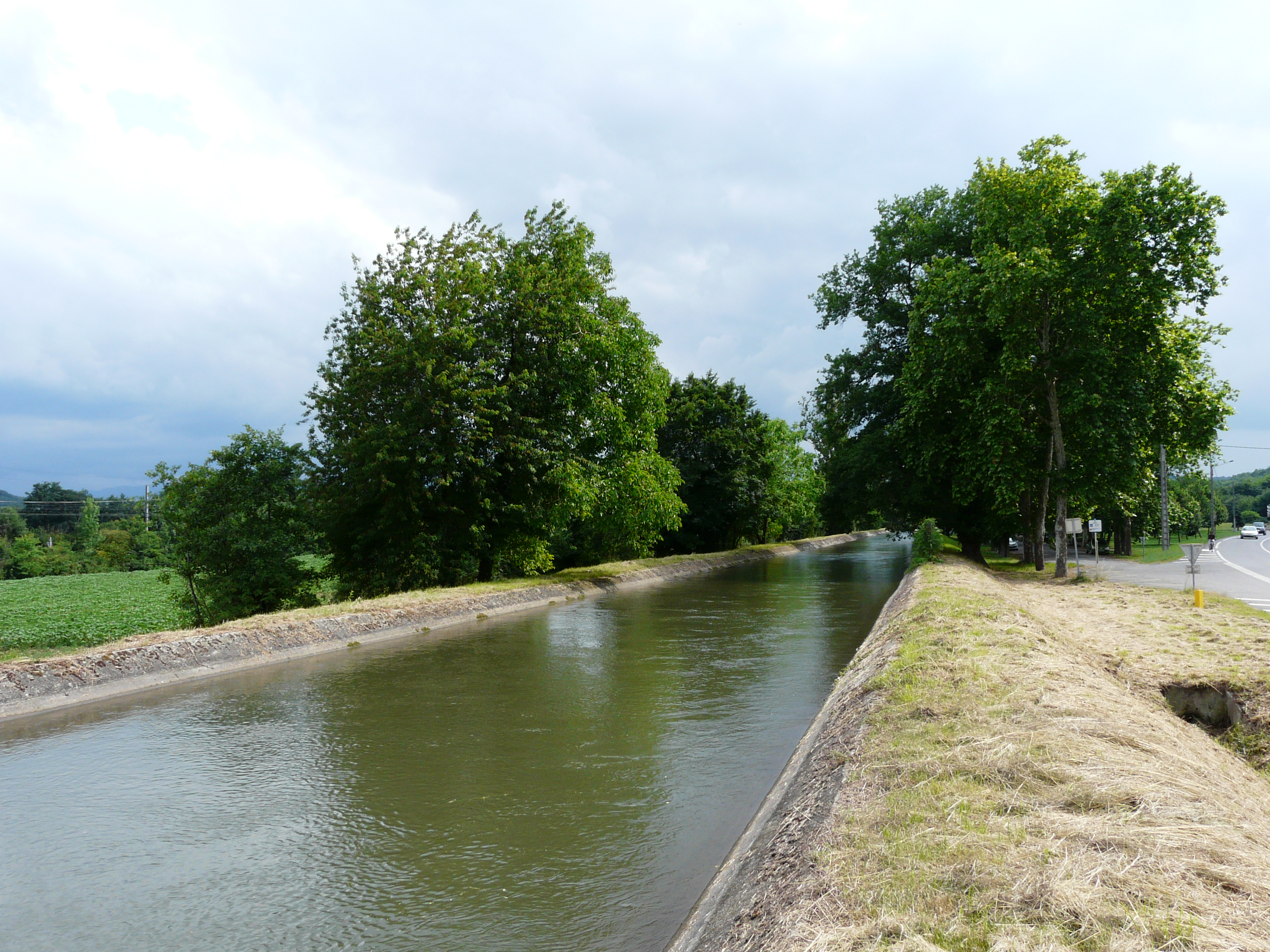
Le canal de Saint-Martory dans sa traversée de la commune.
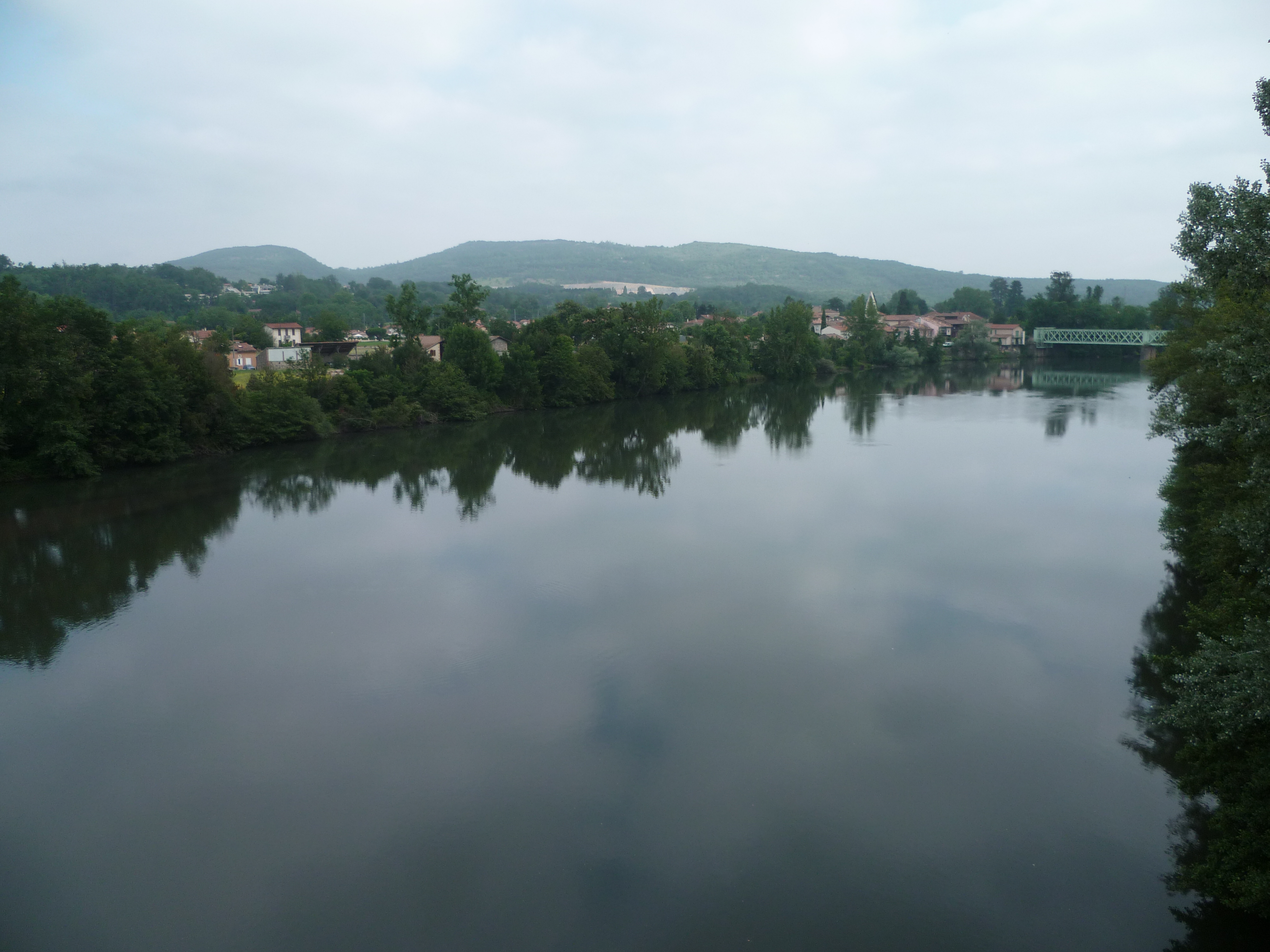
La Garonne à Boussens
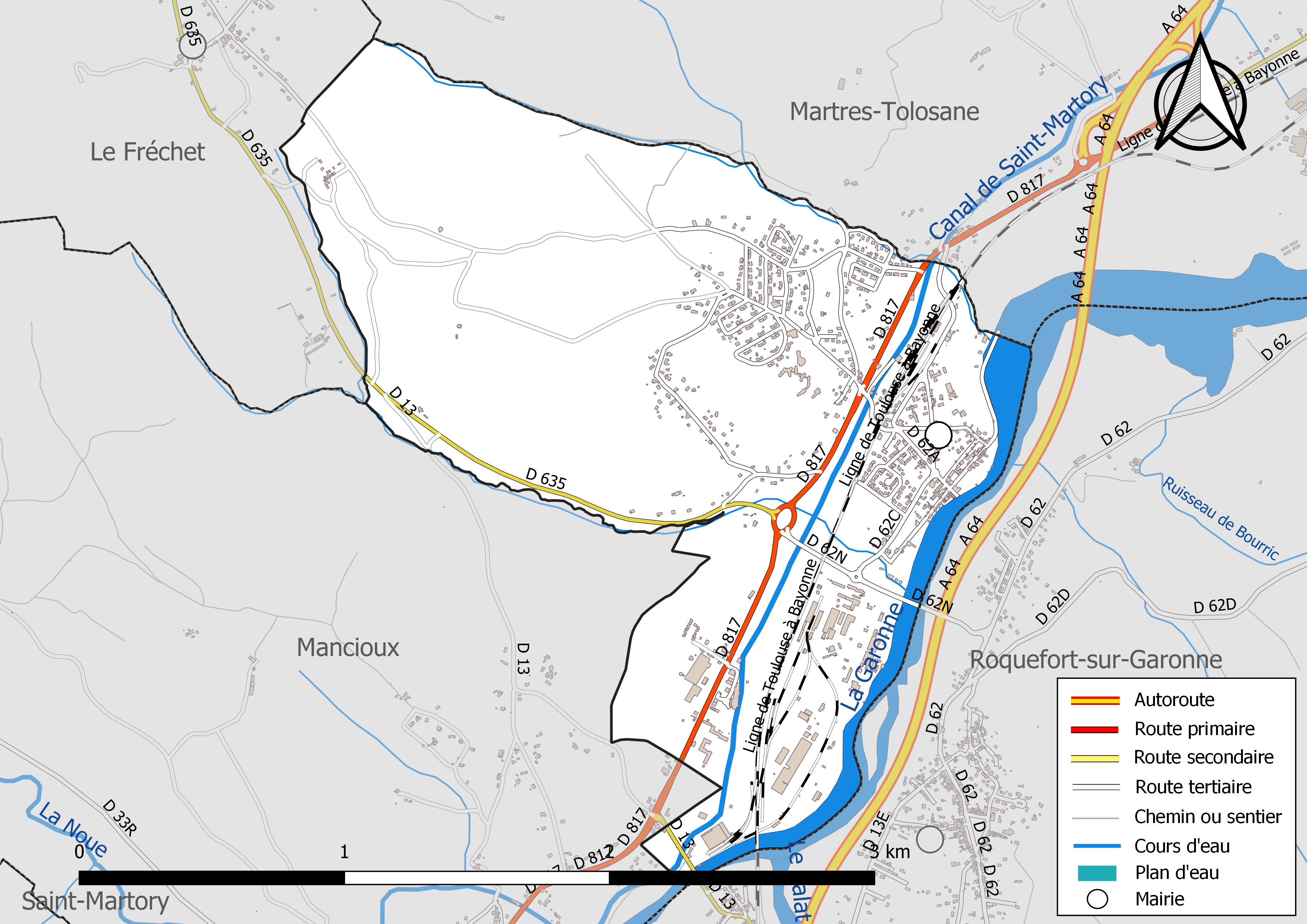
Réseaux hydrographique et routier de Boussens.

### Climat
Pour des articles plus généraux, voir Climat de l'Occitanie et Climat de la Haute-Garonne.
En 2010, le climat de la commune est de type climat océanique altéré, selon une étude s'appuyant sur une série de données couvrant la période 1971-2000. En 2020, Météo-France publie une typologie des climats de la France métropolitaine dans laquelle la commune est dans une zone de transition entre le climat océanique altéré et le climat de montagne ou de marges de montagne et est dans une zone de transition entre les régions climatiques « Aquitaine, Gascogne » et « Pyrénées centrales ».
Pour la période 1971-2000, la température annuelle moyenne est de 12,6 °C, avec une amplitude thermique annuelle de 15,3 °C. Le cumul annuel moyen de précipitations est de 860 mm, avec 9,6 jours de précipitations en janvier et 6,5 jours en juillet. Pour la période 1991-2020, la température moyenne annuelle observée sur la station météorologique la plus proche, située sur la commune de Palaminy à 8 km à vol d'oiseau, est de 13,2 °C et le cumul annuel moyen de précipitations est de 715,2 mm,. Pour l'avenir, les paramètres climatiques de la commune estimés pour 2050 selon différents scénarios d’émission de gaz à effet de serre sont consultables sur un site dédié publié par Météo-France en novembre 2022.

### Milieux naturels et biodiversité

#### Espaces protégés
La protection réglementaire est le mode d’intervention le plus fort pour préserver des espaces naturels remarquables et leur biodiversité associée,.
Un  espace protégé est présent sur la commune : 
« la Garonne, l'Ariège, l'Hers Vif et le Salat », objet d'un arrêté de protection de biotope, d'une superficie de 1 658,7 ha.

#### Réseau Natura 2000

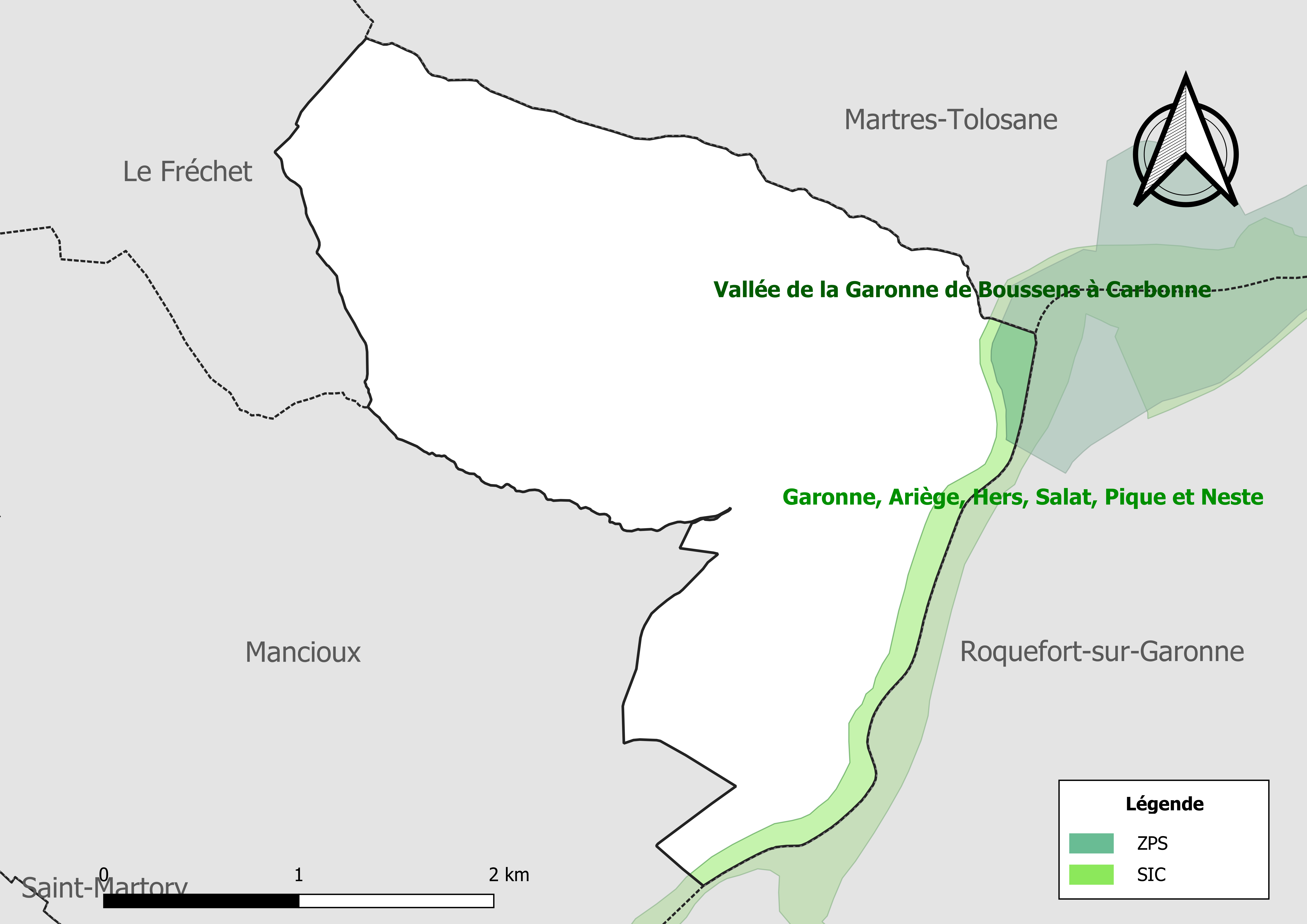
Site Natura 2000 sur le territoire communal.

Le réseau Natura 2000 est un réseau écologique européen de sites naturels d'intérêt écologique élaboré à partir des directives habitats et oiseaux, constitué de zones spéciales de conservation (ZSC) et de zones de protection spéciale (ZPS).
Un site Natura 2000 a été défini sur la commune au titre de la directive habitats :
- « Garonne, Ariège, Hers, Salat, Pique et Neste », d'une superficie de 9 581 ha, un réseau hydrographique pour les poissons migrateurs (zones de frayères actives et potentielles importantes pour le Saumon en particulier qui fait l'objet d'alevinages réguliers et dont des adultes atteignent déjà Foix sur l'Ariège[17]

et un au titre de la directive oiseaux :
- la « vallée de la Garonne de Boussens à Carbonne », d'une superficie de 1 893 ha, hébergeant une avifaune bien représentée en diversité, mais en effectifs limités (en particulier, baisse des populations de plusieurs espèces de hérons). Trois espèces de hérons y nichent : Garde-bœufs, Bihoreau gris et Aigrette garzette[18].

#### Zones naturelles d'intérêt écologique, faunistique et floristique

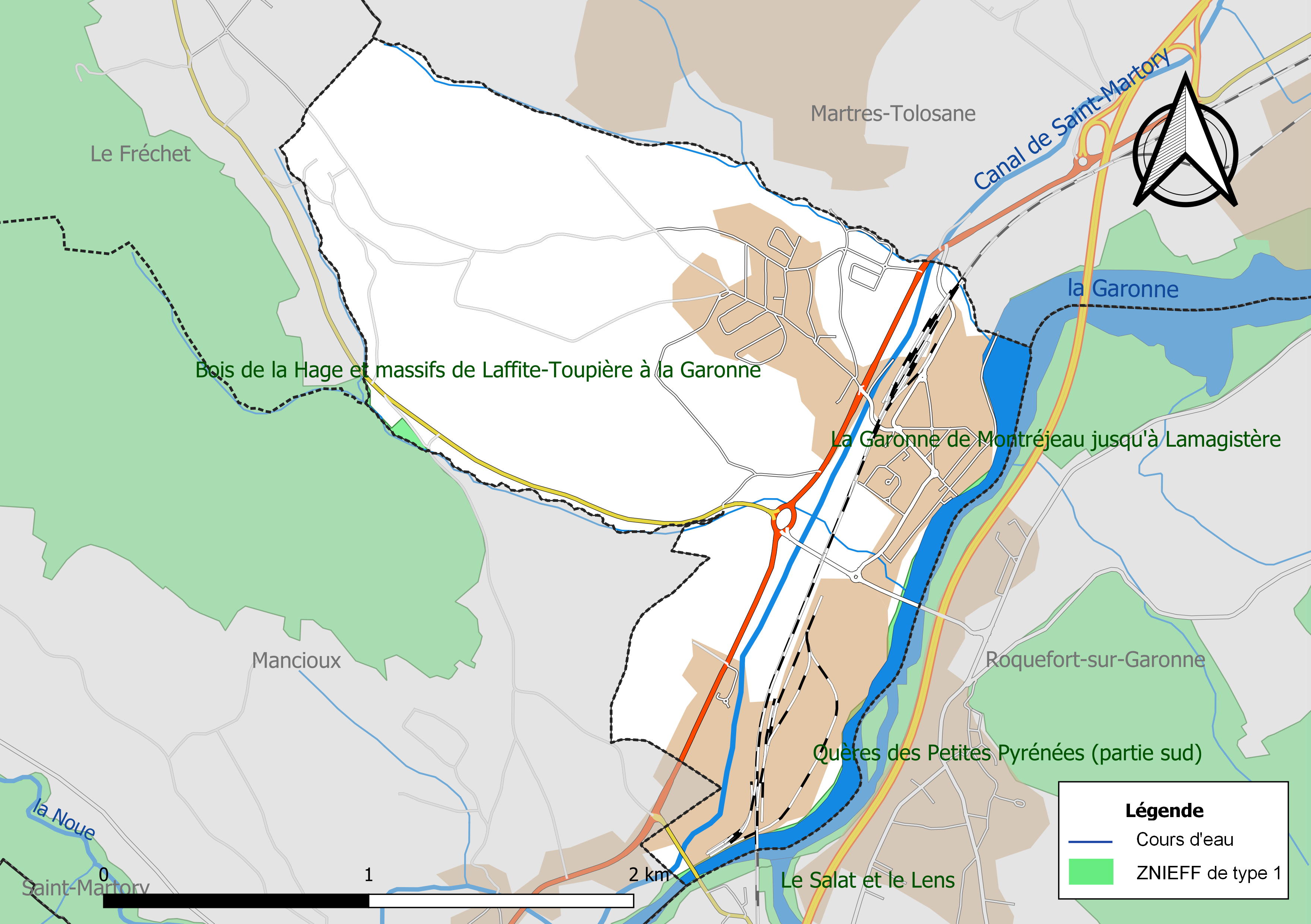
Carte des ZNIEFF de type 1 localisées sur la commune.

L’inventaire des zones naturelles d'intérêt écologique, faunistique et floristique (ZNIEFF) a pour objectif de réaliser une couverture des zones les plus intéressantes sur le plan écologique, essentiellement dans la perspective d’améliorer la connaissance du patrimoine naturel national et de fournir aux différents décideurs un outil d’aide à la prise en compte de l’environnement dans l’aménagement du territoire.
Deux ZNIEFF de type 1 sont recensées sur la commune :
les « bois de la Hage et massifs de Laffite-Toupière à la Garonne » (1 069 ha), couvrant 8 communes du département et 
« la Garonne de Montréjeau jusqu'à Lamagistère » (5 075 ha), couvrant 92 communes dont 63 dans la Haute-Garonne, trois en Lot-et-Garonne et 26 en Tarn-et-Garonne
et deux ZNIEFF de type 2, : 
- « la Garonne et milieux riverains, en aval de Montréjeau » (6 874 ha), couvrant 93 communes dont 64 dans la Haute-Garonne, trois en Lot-et-Garonne et 26 en Tarn-et-Garonne[22] ;
- les « Petites Pyrénées en rive gauche de la Garonne » (3 525 ha), couvrant 12 communes du département[23].

## Urbanisme

### Typologie
Au 1er janvier 2024, Boussens est catégorisée bourg rural, selon la nouvelle grille communale de densité à sept niveaux définie par l'Insee en 2022.
Elle appartient à l'unité urbaine de Boussens, une agglomération intra-départementale regroupant trois  communes, dont elle est ville-centre,,. La commune est en outre hors attraction des villes,.

### Occupation des sols
L'occupation des sols de la commune, telle qu'elle ressort de la base de données européenne d’occupation biophysique des sols Corine Land Cover (CLC), est marquée par l'importance des territoires agricoles (47 % en 2018), en diminution par rapport à 1990 (50,6 %). La répartition détaillée en 2018 est la suivante : 
zones agricoles hétérogènes (32,2 %), forêts (21,1 %), zones urbanisées (16,8 %), prairies (14,5 %), zones industrielles ou commerciales et réseaux de communication (11,2 %), eaux continentales (4 %), terres arables (0,3 %). L'évolution de l’occupation des sols de la commune et de ses infrastructures peut être observée sur les différentes représentations cartographiques du territoire : la carte de Cassini (XVIIIe siècle), la carte d'état-major (1820-1866) et les cartes ou photos aériennes de l'IGN pour la période actuelle (1950 à aujourd'hui).

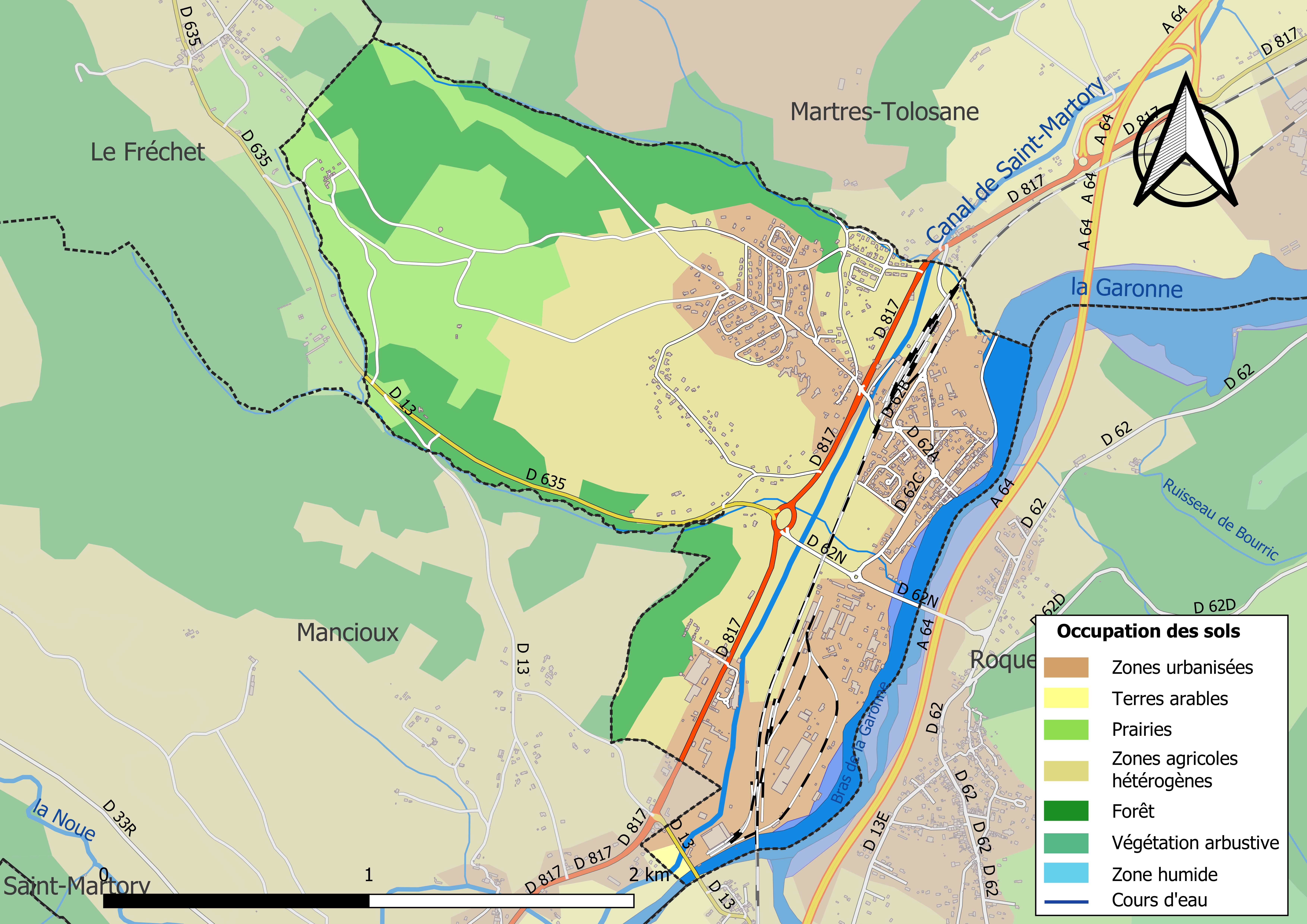
Carte des infrastructures et de l'occupation des sols de la commune en 2018 (CLC).

### Voies de communication et transports
- Par la route : l'accès s'effectue par l'A64, sortie no 21 par la route nationale 635 et par la route nationale 125.

- Par le train : en gare de Boussens sur la ligne Toulouse - Bayonne. Boussens est la gare de correspondance pour Saint-Girons par autocar ancienne ligne de Boussens à Saint-Girons.

### Risques majeurs
Le territoire de la commune de Boussens est vulnérable à différents aléas naturels : météorologiques (tempête, orage, neige, grand froid, canicule ou sécheresse), inondations, feux de forêts et séisme (sismicité faible). Il est également exposé à deux risques technologiques, et  le risque industriel et la rupture d'un barrage. Un site publié par le BRGM permet d'évaluer simplement et rapidement les risques d'un bien localisé soit par son adresse soit par le numéro de sa parcelle.

#### Risques naturels
Certaines parties du territoire communal sont susceptibles d’être affectées par le risque d’inondation par débordement de cours d'eau, notamment le Salat et le canal de Saint-Martory. La commune a été reconnue en état de catastrophe naturelle au titre des dommages causés par les inondations et coulées de boue survenues en 1982, 1999, 2009 et 2013,.
Un plan départemental de protection des forêts contre les incendies a été approuvé par arrêté préfectoral du 25 septembre 2006. Boussens est exposée au risque de feu de forêt du fait de la présence sur son territoire du massif des Petites Pyrénées. Il est ainsi défendu aux propriétaires de la commune et à leurs ayants droit de porter ou d’allumer du feu dans l'intérieur et à une distance de 200 mètres des bois, forêts, plantations, reboisements ainsi que des landes. L’écobuage est également interdit, ainsi que les feux de type méchouis et barbecues, à l’exception de ceux prévus dans des installations fixes (non situées sous couvert d'arbres) constituant une dépendance d'habitation,

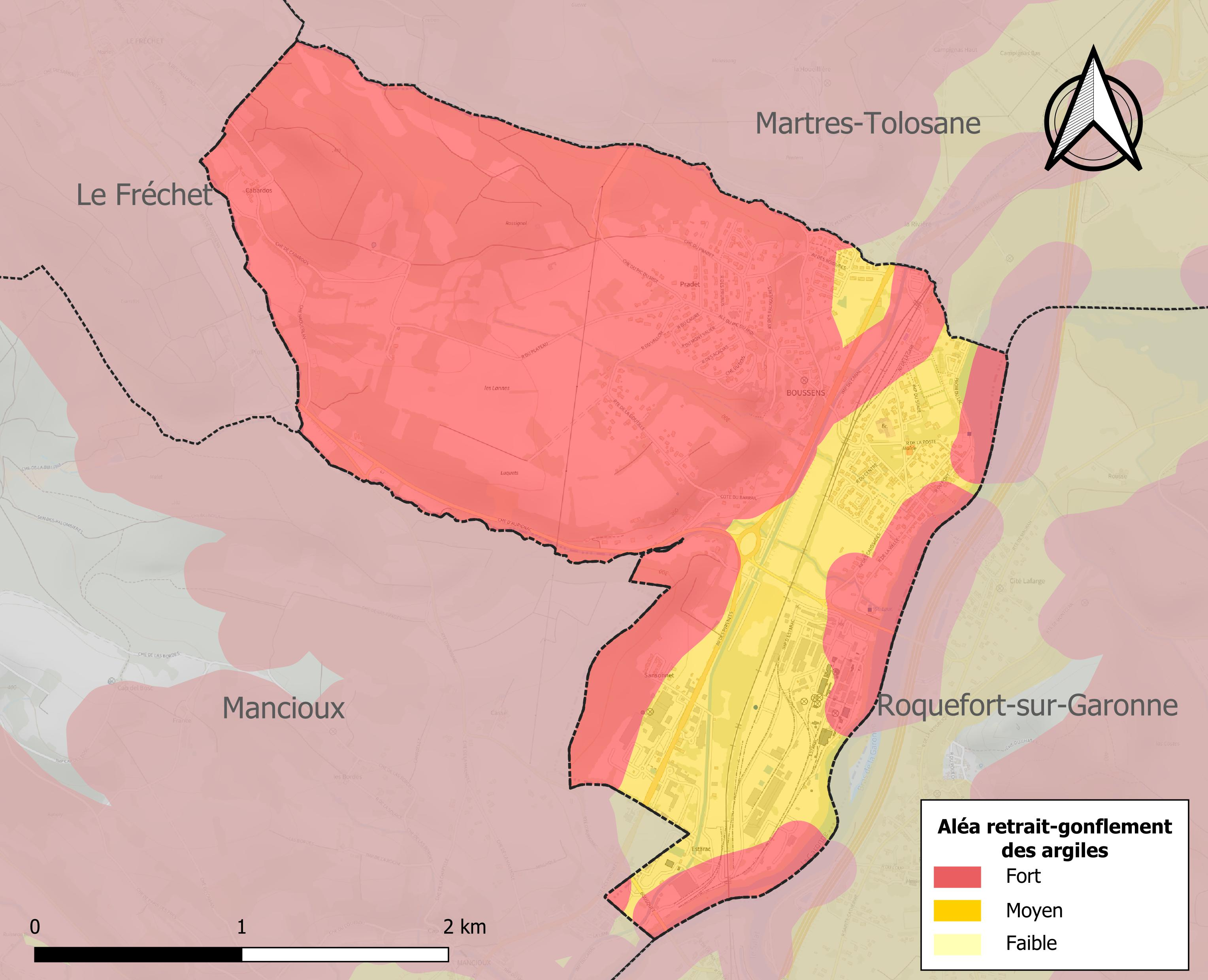
Carte des zones d'aléa retrait-gonflement des sols argileux de Boussens.

Le retrait-gonflement des sols argileux est susceptible d'engendrer des dommages importants aux bâtiments en cas d’alternance de périodes de sécheresse et de pluie. La totalité de la commune est en aléa moyen ou fort (88,8 % au niveau départemental et 48,5 % au niveau national). Sur les 459 bâtiments dénombrés sur la commune en 2019, 459 sont en aléa moyen ou fort, soit 100 %, à comparer aux 98 % au niveau départemental et 54 % au niveau national. Une cartographie de l'exposition du territoire national au retrait gonflement des sols argileux est disponible sur le site du BRGM,.
Par ailleurs, afin de mieux appréhender le risque d’affaissement de terrain, l'inventaire national des cavités souterraines permet de localiser celles situées sur la commune.
Concernant les mouvements de terrains, la commune a été reconnue en état de catastrophe naturelle au titre des dommages causés par la sécheresse en 1989 et 2003 et par des mouvements de terrain en 1999.

#### Risques technologiques
La commune est exposée au risque industriel du fait de la présence sur son territoire d'une entreprise soumise à la directive européenne SEVESO.
La commune est en outre située en aval des barrages du Portillon, de Cap de Long (Hautes-Pyrénées) et de l'Oule (Hautes-Pyrénées). À ce titre elle est susceptible d’être touchée par l’onde de submersion consécutive à la rupture d'un de ces ouvrages.

## Histoire
Ancienne bastide fondée en 1269.
À partir du Moyen Âge jusqu'à sa disparition en 1790 pendant la Révolution française, Boussens faisait partie du diocèse de Rieux.

### Activités industrielles à Boussens en 1916-1917
La possibilité d'utiliser l'énergie hydraulique a donné naissance à partir de la fin du XIXe siècle à la naissance d'une activité industrielle autour de la création d'une centrale hydroélectrique à Mancioux. Les trois communes de Roquefort-sur-Garonne, de Mancioux et de Boussens occupent un point de passage obligé sur la cluse ouverte par la Garonne dans le chaînon des Petites Pyrénées, position qui permettait de contrôler les flux de circulation longeant les Pyrénées entre la Méditerranée et l’Aquitaine. La Garonne permettait de développer des centrales au fil de l’eau. Une unité de production de chlore liquide à Estarac, sur la commune de Boussens, est créée vers 1916, probablement pour répondre aux besoins de l’armée dans la guerre chimique.

## Politique et administration

### Administration municipale
La population de la commune étant comprise entre 500 et 1 499 habitants au recensement de 2011, quinze conseillers municipaux ont été élus en 2014,.

### Rattachements administratifs et électoraux
Commune faisant partie de la huitième circonscription de la Haute-Garonne, de la communauté de communes Cœur de Garonne et du canton de Cazères. Avant le 1er janvier 2017 Boussens faisait aussi partie de la communauté de communes du canton de Cazères.

### Liste des maires
| Période                                  | Période  | Identité                        | Étiquette | Qualité |
| ---------------------------------------- | -------- | ------------------------------- | --------- | --- |
| Les données manquantes sont à compléter. |          |                                 |           | |
| 1792                                     | 1792     | VIdian André Carrere            |           | |
| 1793                                     | 1795     | Guillaume Clerc                 |           | Officier Public, membre du conseil général de la commune |
| 1795                                     | 1799     | Antoine Feuillerat              |           | Adjoint municipal |
| 1796                                     | 1796     | Jean Baptiste Lasmartres        |           | Agent municipal |
| 1788                                     | 1800     | Jacques Dufourg                 |           | Adjoint municipal |
| 1800                                     | 1823     | Jean Baptiste Lasmartres        |           | |
| 1823                                     | 1826     | Antoine Feuillerat              |           | |
| 1826                                     | 1827     | Jacques Dufraisse               |           | |
| 1827                                     | 1831     | Dominique Dufraisse             |           | |
| 1831                                     | 1832     | Jean Baptiste Camparan          |           | Avocat |
| 1832                                     | 1835     | Jean Feuillerat                 |           | |
| 1835                                     | 1840     | François Lasmartres             |           | |
| 1840                                     | 1843     | Jean Feuillerat                 |           | |
| 1843                                     | 1849     | Jean Baptiste Camparan          |           | Avocat |
| 1849                                     | 1850     | Jean Blaize Feuillérat          |           | Marchand de plâtre |
| 1850                                     | 1859     | Jacques Dufourg                 |           | |
| 1860                                     | 1869     | Jean Marie Toussaint Feuillerat |           | |
| 1869                                     | 1887     | Jacques Louis Dufourg           |           | Maire, président de la commission municipale puis de nouveau maire |
| 1887                                     | 1911     | Jean Marie Sacome               |           | |
| 1911                                     | 1914     | Édouard Lamourère               |           | Instituteur, écrivain |
| 1914                                     | 1919     | Jean Marie Dupont               |           | Adjoint faisant fonctions de maire |
| 1919                                     | 1944     | Marc Dufraisse                  |           | Conseiller général du canton de Cazères (1943-1945) |
| 1944                                     | 1945     | Jean Chasteau                   |           | Président du Comité Local de Libération |
| 1944                                     | 1945     | Gabriel Crespin                 |           | |
| 1945                                     | 1946     | Robert Valat                    |           | |
| 1946                                     | 1947     | Gabriel Crespin                 |           | |
| 1947                                     | 1957     | Émile Lagardelle                |           | Haut fonctionnaire à la SNCF puis directeur de l’Office des transports, des PTT et de l’énergie des chambres de commerce et d’industrie du Sud-Ouest |
| 1957                                     | 1958     | Louis Courtiade                 |           | |
| 1959                                     | 1964     | Maurice Bastie                  |           | |
| 1955                                     | 1970     | Louis Courtiade                 |           | |
| 1970                                     | 1977     | Jean Lagarde                    |           | |
| 1977                                     | 2001     | Joseph Sourroubille             |           | Enseignant |
| mars 2001                                | En cours | Christian Sans                  | PS        | Enseignant à la retraite Président du SIVOM du Canton de Cazères (2008-2010) puis de la Communauté de communes du Canton de Cazères (2011-2016) Président par intérim (janvier 2017) puis vice-président de la CC Cœur de Garonne (2017 → ) Conseiller général puis départemental du canton de Cazères (2008-2021) |

### Jumelages
- Boussens (Vaud) (Suisse) depuis 1987[39].

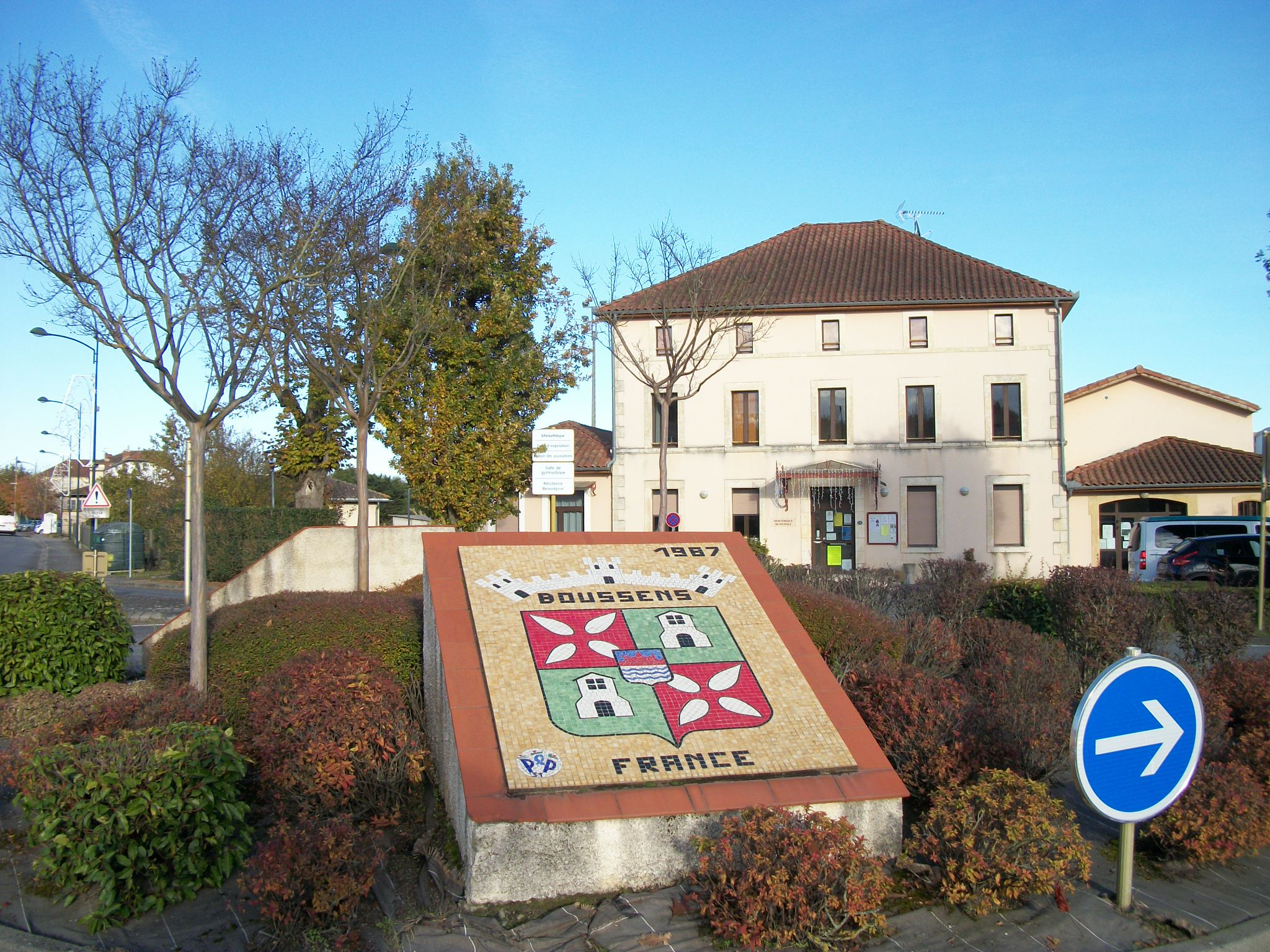
Mosaïque du blason de la ville de Boussens en Haute-Garonne pour fêter le jumelage avec la ville de Boussens en Suisse en 1987
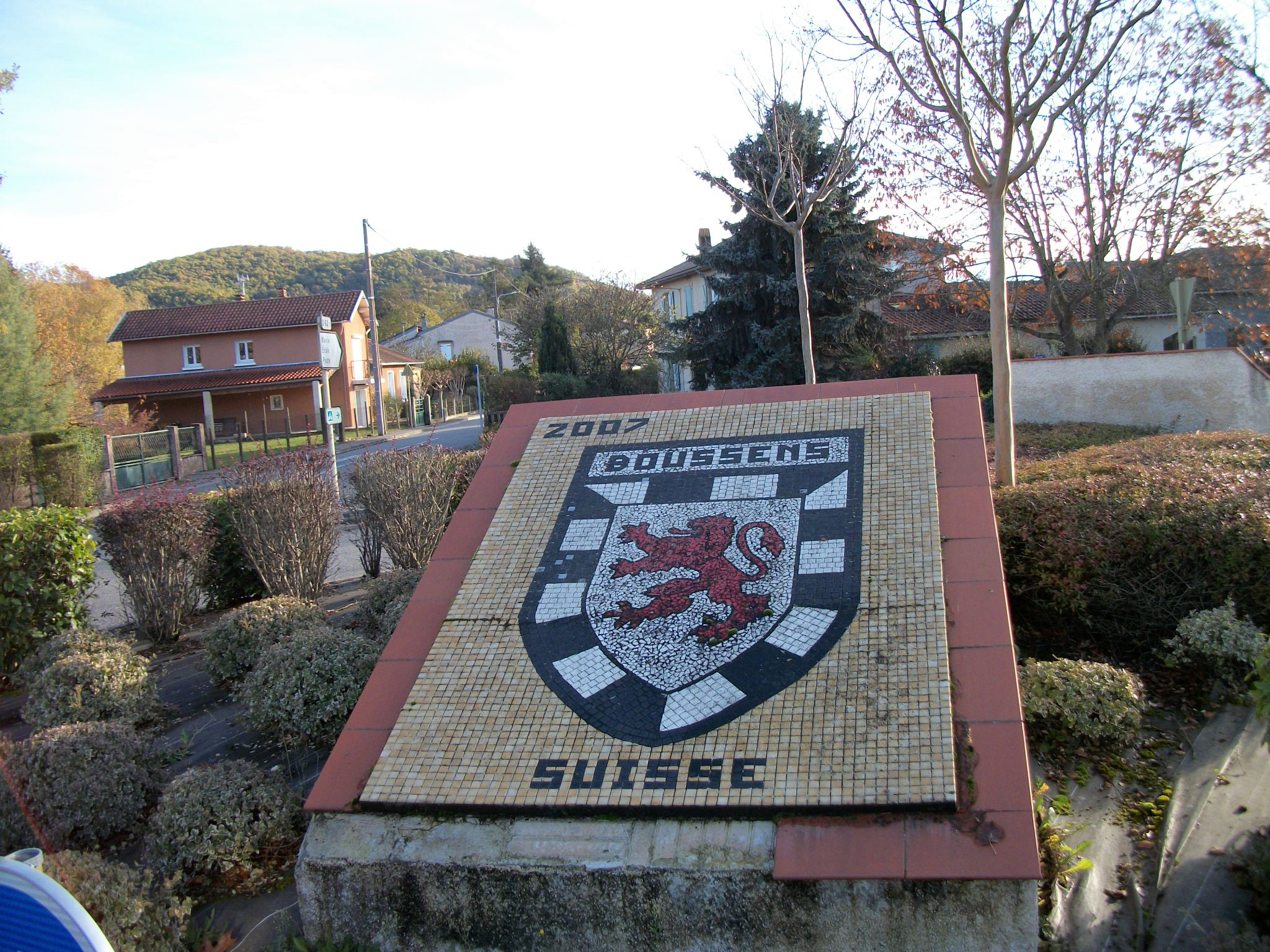
Mosaïque du blason de la ville de Boussens en Suisse pour fêter les 20 ans du jumelage avec la ville de Boussens en Haute-Garonne en 2007

## Population et société

### Démographie
L'évolution du nombre d'habitants est connue à travers les recensements de la population effectués dans la commune depuis 1793. Pour les communes de moins de 10 000 habitants, une enquête de recensement portant sur toute la population est réalisée tous les cinq ans, les populations de référence des années intermédiaires étant quant à elles estimées par interpolation ou extrapolation. Pour la commune, le premier recensement exhaustif entrant dans le cadre du nouveau dispositif a été réalisé en 2007.

En 2022, la commune comptait 1 108 habitants, en évolution de +1,65 % par rapport à 2016 (Haute-Garonne : +8,02 %, France hors Mayotte : +2,11 %).
| 1793 | 1800 | 1806 | 1821 | 1831 | 1836 | 1841 | 1846 | 1851 |
| ---- | ---- | ---- | ---- | ---- | ---- | ---- | ---- | ---- |
| 257  | 272  | 299  | 345  | 340  | 375  | 375  | 403  | 378  |

| 1856 | 1861 | 1866 | 1872 | 1876 | 1881 | 1886 | 1891 | 1896 |
| ---- | ---- | ---- | ---- | ---- | ---- | ---- | ---- | ---- |
| 334  | 322  | 328  | 297  | 315  | 316  | 330  | 327  | 325  |

| 1901 | 1906 | 1911 | 1921 | 1926 | 1931 | 1936 | 1946 | 1954 |
| ---- | ---- | ---- | ---- | ---- | ---- | ---- | ---- | ---- |
| 292  | 308  | 326  | 323  | 373  | 440  | 400  | 460  | 520  |

| 1962 | 1968 | 1975 | 1982 | 1990 | 1999 | 2006  | 2007  | 2012  |
| ---- | ---- | ---- | ---- | ---- | ---- | ----- | ----- | ----- |
| 750  | 734  | 698  | 725  | 797  | 833  | 1 009 | 1 033 | 1 097 |

| 2017  | 2022  | - | - | - | - | - | - | - |
| ----- | ----- | - | - | - | - | - | - | - |
| 1 074 | 1 108 | - | - | - | - | - | - | - |

| selon la population municipale des années : | 1968 | 1975 | 1982 | 1990 | 1999 | 2006 | 2009 | 2013 |
| Rang de la commune dans le département      | 108  | 126  | 146  | 146  | 162  | 150  | 149  | 154  |
| Nombre de communes du département           | 592  | 582  | 586  | 588  | 588  | 588  | 589  | 589  |

### Enseignement

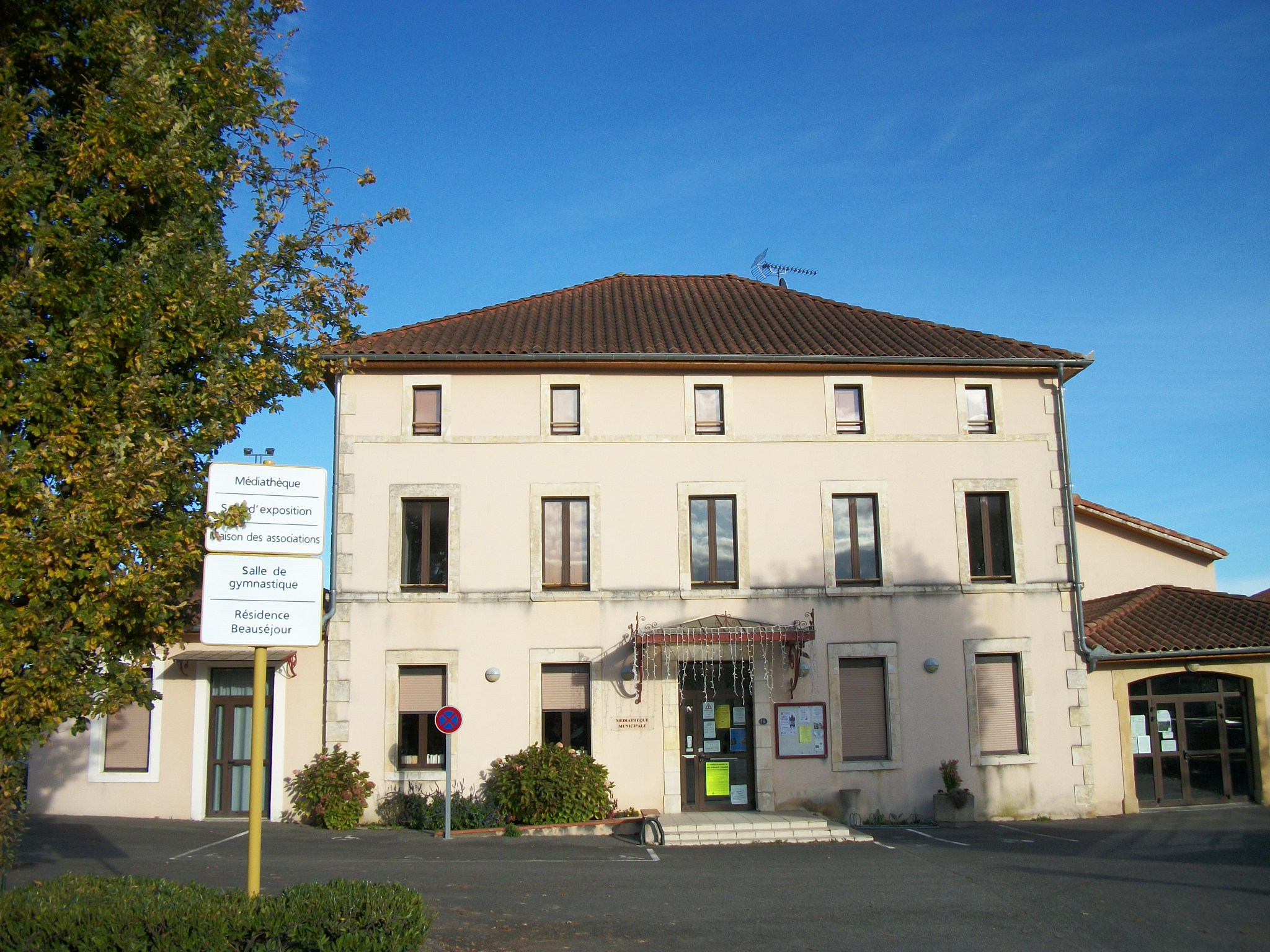
La médiathèque municipale

L'enseignement est assuré par un regroupement pédagogique intercommunal avec la commune de Roquefort-sur-Garonne (école maternelle grande section de maternelle, CP, CE1), et sur la commune (petite et moyenne sections de maternelle, CE2, CM1, CM2). Boussens fait partie de l'académie de Toulouse.

### Culture et festivités
Comité des fêtes, musique, médiathèque, 

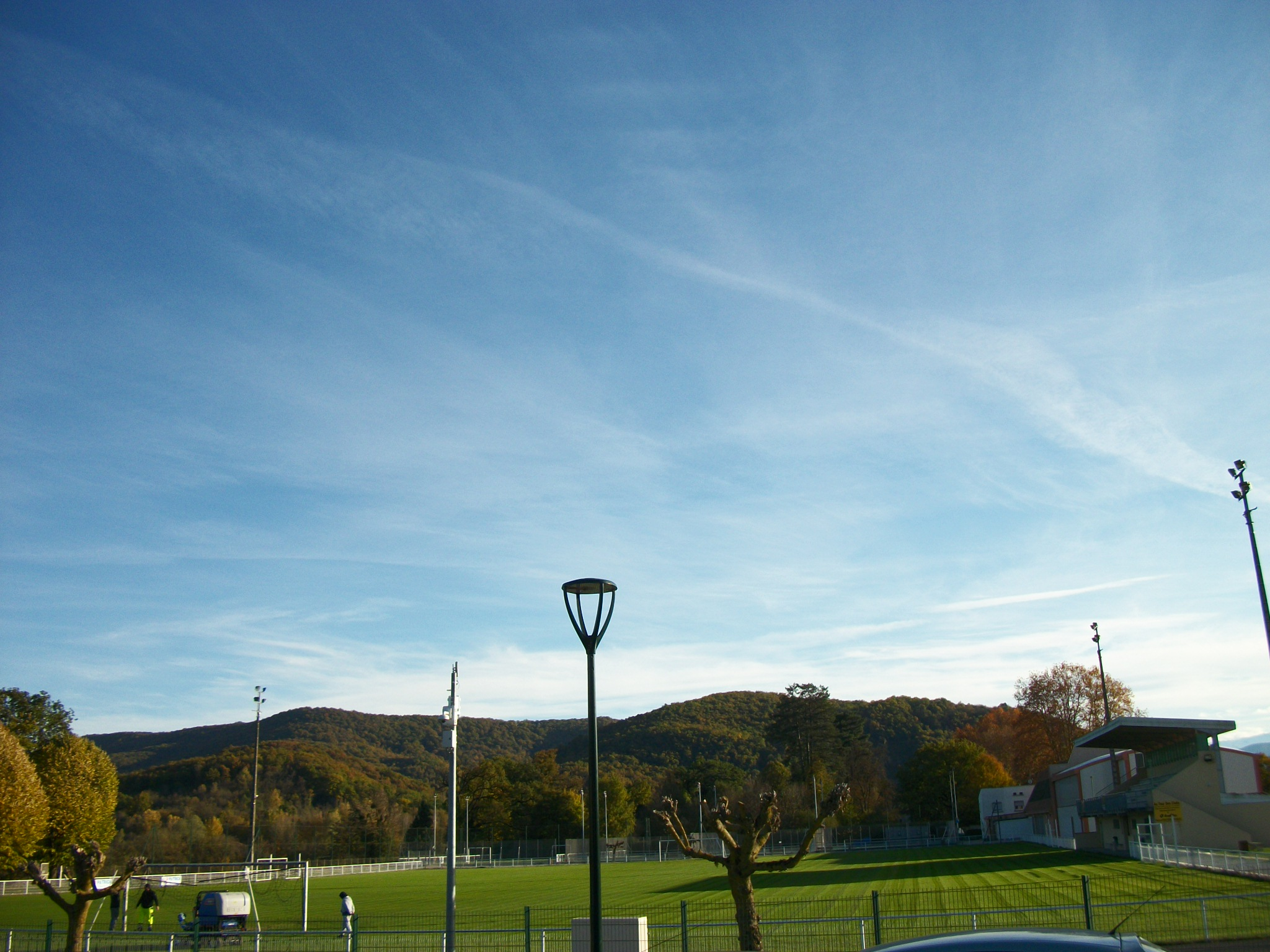
Le Complexe sportif Emile Lagardelle

### Sport
Activités : chasse, football, judo, karaté, natation, pétanque, tennis.
Infrastructures : gymnase, piscine, stade de football, terrain de tennis, parcours cyclable de la Garonne

### Écologie et recyclage
La collecte et le traitement des déchets des ménages et des déchets assimilés ainsi que la protection et la mise en valeur de l'environnement se font dans le cadre de la communauté de communes du canton de Cazères,.
Une déchèterie intercommunale gérée par la communauté de communes est présente sur la commune de Mondavezan.
La commune possède un sites classés Seveso.

## Économie

### Revenus
En 2018  (données Insee publiées en septembre 2021), la commune compte 460 ménages fiscaux, regroupant 998 personnes. La médiane du revenu disponible par unité de consommation est de 20 560 € (23 140 € dans le département).

### Emploi
|                | 2008  | 2013   | 2018   |
| -------------- | ----- | ------ | ------ |
| Commune        | 9,4 % | 10,3 % | 12,6 % |
| Département    | 7,7 % | 9,6 %  | 9,3 %  |
| France entière | 8,3 % | 10 %   | 10 %   |

En 2018, la population âgée de 15 à 64 ans s'élève à 679 personnes, parmi lesquelles on compte 75,3 % d'actifs (62,7 % ayant un emploi et 12,6 % de chômeurs) et 24,7 % d'inactifs,. Depuis 2008, le taux de chômage communal (au sens du recensement) des 15-64 ans est supérieur à celui de la France et du département.
La commune est hors attraction des villes,. Elle compte 740 emplois en 2018, contre 728 en 2013 et 767 en 2008. Le nombre d'actifs ayant un emploi résidant dans la commune est de 429, soit un indicateur de concentration d'emploi de 172,5 % et un taux d'activité parmi les 15 ans ou plus de 57,2 %.
Sur ces 429 actifs de 15 ans ou plus ayant un emploi, 113 travaillent dans la commune, soit 26 % des habitants. Pour se rendre au travail, 87,1 % des habitants utilisent un véhicule personnel ou de fonction à quatre roues, 6,3 % les transports en commun, 4,5 % s'y rendent en deux-roues, à vélo ou à pied et 2,1 % n'ont pas besoin de transport (travail au domicile).

### Activités hors agriculture

#### Secteurs d'activités
88 établissements sont implantés  à Boussens au 31 décembre 2019. Le tableau ci-dessous en détaille le nombre par secteur d'activité et compare les ratios avec ceux du département,.
| Secteur d'activité                                                                                        | Commune | Commune | Département |
| Secteur d'activité                                                                                        | Nombre  | %       | %           |
| --- | ------- | ------- | ----------- |
| Ensemble                                                                                                  | 88      | 100 %   | (100 %)     |
| Industrie manufacturière, industries extractives et autres                                                | 13      | 14,8 %  | (5,7 %)     |
| Construction                                                                                              | 12      | 13,6 %  | (12 %)      |
| Commerce de gros et de détail, transports, hébergement et restauration                                    | 19      | 21,6 %  | (25,9 %)    |
| Information et communication                                                                              | 3       | 3,4 %   | (4,1 %)     |
| Activités financières et d'assurance                                                                      | 1       | 1,1 %   | (3,8 %)     |
| Activités immobilières                                                                                    | 2       | 2,3 %   | (4,2 %)     |
| Activités spécialisées, scientifiques et techniques et activités de services administratifs et de soutien | 11      | 12,5 %  | (19,8 %)    |
| Administration publique, enseignement, santé humaine et action sociale                                    | 17      | 19,3 %  | (16,6 %)    |
| Autres activités de services                                                                              | 10      | 11,4 %  | (7,9 %)     |

Le secteur du commerce de gros et de détail, des transports, de l'hébergement et de la restauration est prépondérant sur la commune puisqu'il représente 21,6 % du nombre total d'établissements de la commune (19 sur les 88 entreprises implantées  à Boussens), contre 25,9 % au niveau départemental.

#### Entreprises et commerces
L'entreprise ayant son siège social sur le territoire communal qui génère le plus de chiffre d'affaires en 2020 est : 
- Societe Technique Commingeoise, autres activités de soutien aux entreprises n.c.a. (1 994 k€)

### Agriculture
|               | 1988 | 2000 | 2010 | 2020 |
| ------------- | ---- | ---- | ---- | ---- |
| Exploitations | 3    | 3    | 2    | 3    |
| SAU (ha)      | 46   | 32   | 38   | 44   |

La commune est dans « La Rivière », une petite région agricole localisée dans le sud du département de la Haute-Garonne, consituant la partie piémont au relief plus doux que les Pyrénées centrales la bordant au sud et où la vallée de la Garonne s’élargit. En 2020, l'orientation technico-économique de l'agriculture  sur la commune est la culture de céréales et/ou d'oléoprotéagineuses. Trois exploitations agricoles ayant leur siège dans la commune sont dénombrées lors du recensement agricole de 2020 (trois en 1988). La superficie agricole utilisée est de 44 ha,,.

## Culture locale et patrimoine

### Lieux et monuments
- Église Saint-Exupère.
- Chapelle Saint-Roch (cimetière)[58].
- Chapelle Notre-Dame du Rosaire[58].
- Chapelle Saint-Michel[58].
- Site antique qui met en évidence des vestiges gallo-romains.
- Aire de jeux pour enfants.
- Un kiosque.
- Un boulodrome.
- Le lac a une superficie de 60 ha, la pêche est réglementée en deuxième catégorie[59].

On peut y observer quelques espèces d'oiseaux comme des canards colverts, des cormorans, des grande aigrettes, des hérons pique-bœufs, des mouettes, des hérons, etc.
- Un ancien lavoir.

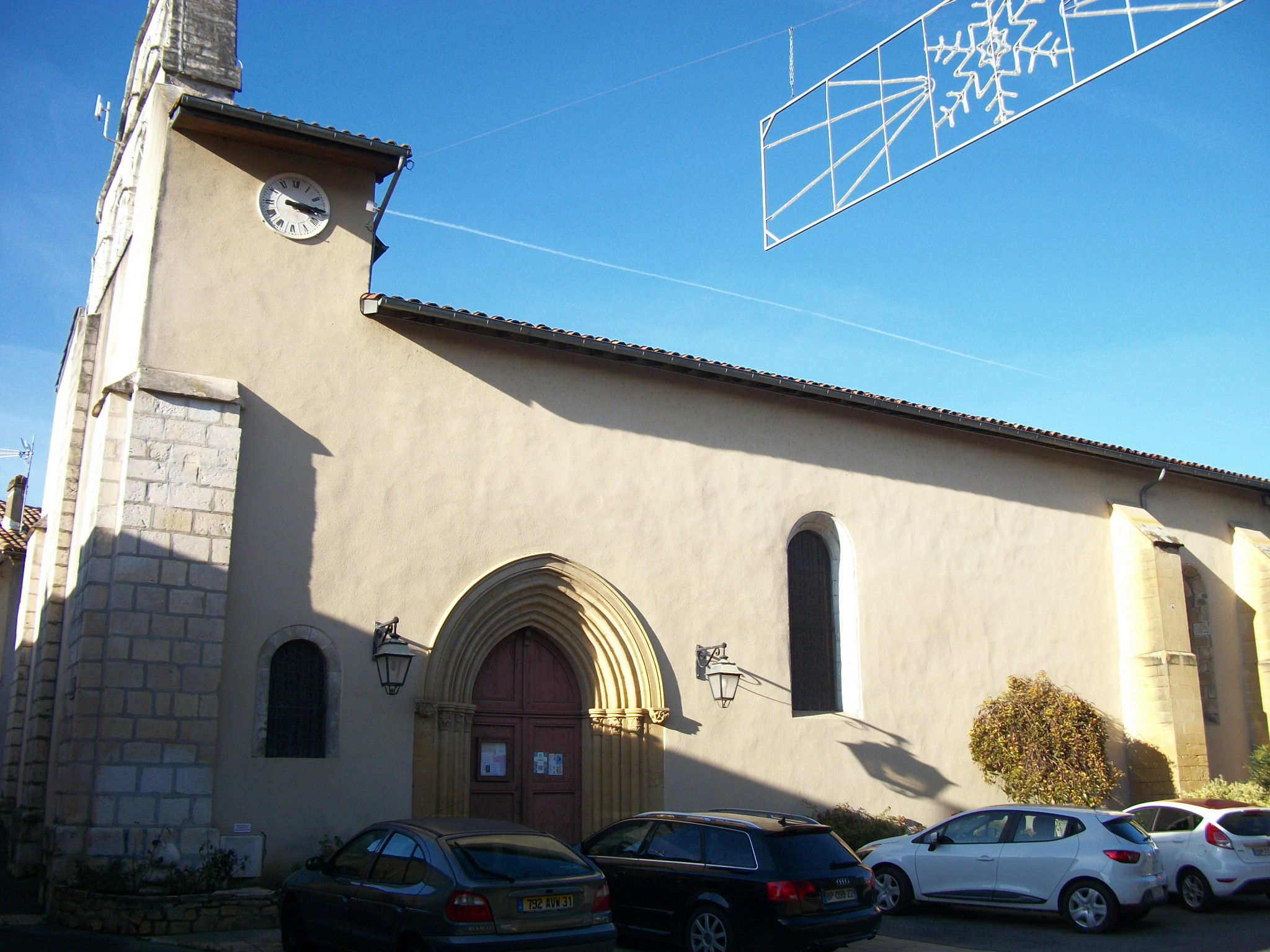
L'église Saint-Exupère.
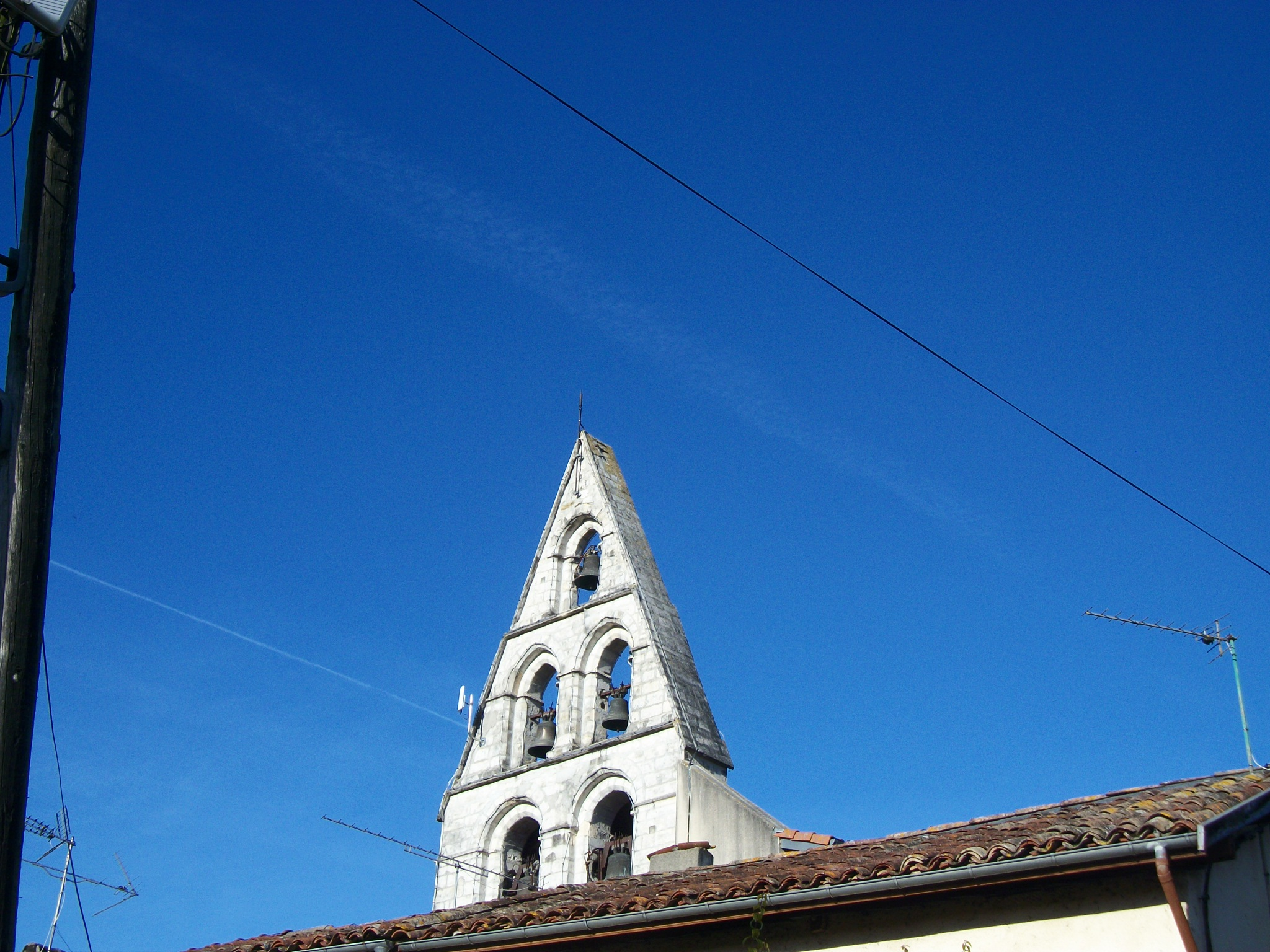
Le clocher mur.
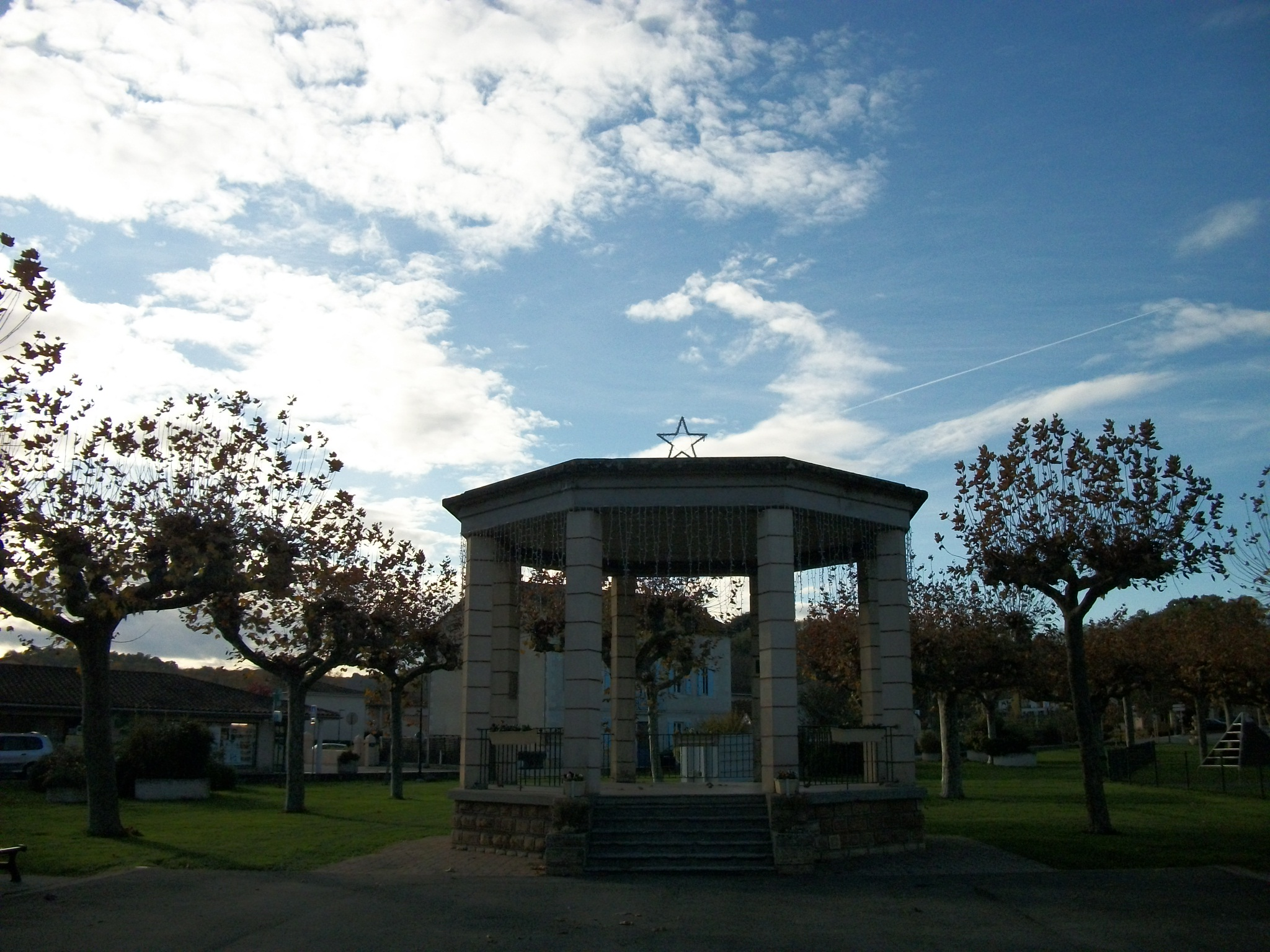
Un kiosque au milieu de l'espace vert devant la mairie.
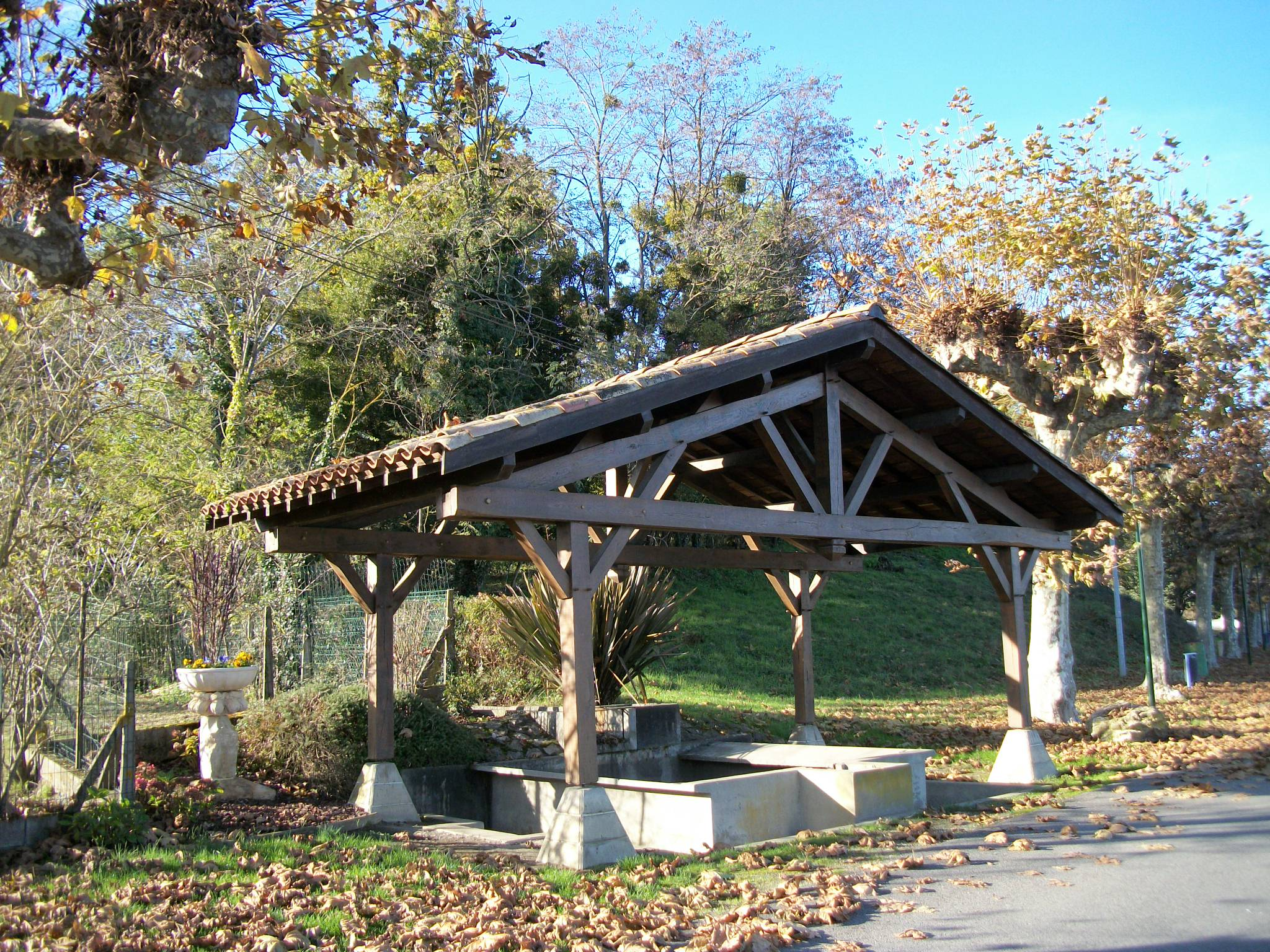
Un ancien lavoir au bord du lac.
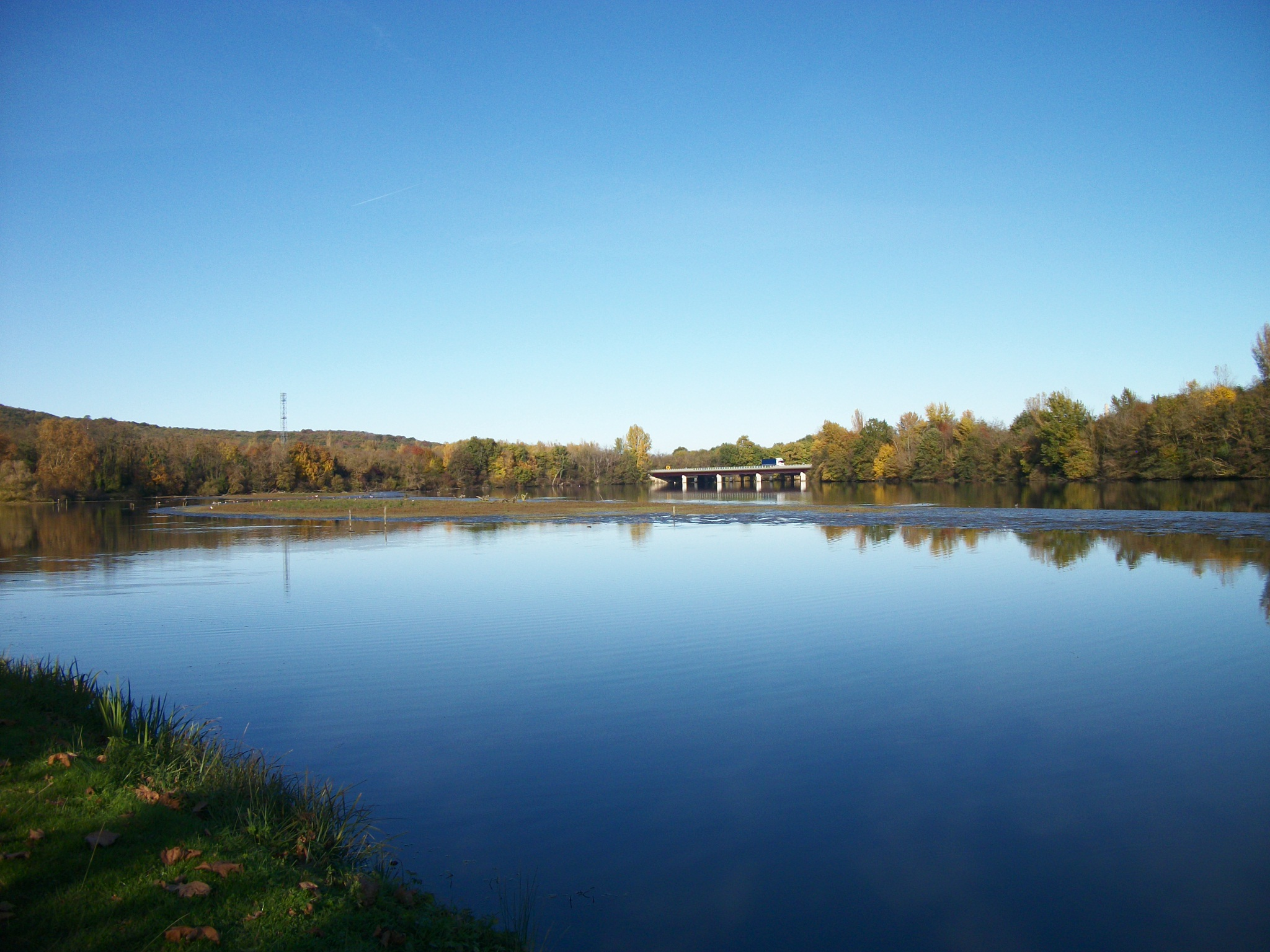
L'îlot de terre au milieu du lac est lieu de repos pour diverses espèces d'oiseaux. En arrière-plan, le pont de l'autoroute A64.

### Personnalités liées à la commune
- Édouard Lamourère (1861-1926), félibre, instituteur à Boussens, maire de la commune entre 1911 et 1914.

### Héraldique
| Boussens | Son blasonnement est : Écartelé : au premier et au quatrième de gueules aux quatre otelles d’argent adossées et posées en sautoir, au second et au troisième de sinople à la porte muraillée d’argent maçonnée et ouverte de sable ; sur le tout coupé au premier d'azur au soleil éteint naissant de gueules, au second d'argent aux trois fasces ondées d'azur. |